# Sophie & Magaly

Sophie & Magaly foi um grupo musical francês constituído por duas irmãs gémeas Sophie e Magaly Gilles. O grupo participou no Festival Eurovisão da Canção 1980 interpretando a canção Papa Pingouin (Papa Pinguim, com letra de: Pierre Delanöe ; música de: Bernd Meinunger e Ralph Siegel e  orquestração de Norbert Daum) que terminou em 9º lugar e 56 pontos. Essa canção foi contudo um êxito comercial em França e países limítrofes tendo vendido um milhão de cópias.  De destacar que essa canção foi recuperada pelo grupo francês Pigloo em 2006, tendo sido novamente  um sucesso. Sophie e Magaly foram modelos para a revista juvenil OK! Magazine.
O seu segundo disco Arlequin foi um fracasso de vendas e Ralph Siegel (que as tinha explorado financeiramente, segundo elas) da editora Ariola terminou o contrato que tinha com o duo. O editor e produtor Charles Talar dá uma segunda oportunidade a Sophie & Magaly assinando com elas um contrato.
Infelizmente, as canções Toi e Les nanas de Zorro foram um fiasco de vendas e o grupo desapareceu em 1981, terminando a carreira produzindo o disco de Natal Tous les enfants chantent Noël.
As suas vidas pessoais foram ainda piores do que a profissional: Magaly contraiu o HIV no final da década de 1980 e morreu de sida ou aids  em Abril de 1996. Sophie, talvez devido à morte da sua irmã sofre atualmente de um sindroma depressivo (agorafobia) e vive no sul da França, vivendo completamente retirada da vida pública, passando a maior parte do seu tempo a ver televisão.

## Discografia
- 1980 - Papa Pingouin
- 1980 - Arlequin
- 1980 - Tous les enfants du monde
- 1981 - Les Nanas de Zorro
- 1981 - Poupée que chante, poupée que pleure
- 1981 - Toi
- 1981 - Tous les enfants chantent Noël